# 雅克·博德里耶
雅克·博德里耶（法語：Jacques Baudrier，1872年5月4日—？），法国男子帆船运动员。他曾代表法国参加1900年夏季奥林匹克运动会帆船比赛，获得一枚银牌和二枚铜牌。